# Aqualung Live
Aqualung Live es un álbum en vivo de la banda rock progresivo Jethro Tull lanzado en 2005, que recoge una interpretación en directo del clásico álbum Aqualung ante una audiencia de 40 invitados especiales en los XM Studios de Washington D. C..
El álbum fue regalado a todos los que tuvieran alguna de las entradas de la mayoría de los conciertos dados por la banda entre octubre y noviembre de 2005 en Estados Unidos. 
Los beneficios de la edición europea se destinaron a diversas organizaciones de caridad para mendigos sin hogar.
Aunque la edición estadounidense salió el 7 de marzo de 2006, algunas copias se vendieron antes, procedentes de algunos asistentes a los conciertos que habían revendido las copias regaladas.

## Lista de temas
| #   | Título                                      | Autor                            | Interpretaciones | Tiempo |
| --- | ------------------------------------------- | -------------------------------- | ---------------- | ------ |
| 1.  | "Aqualung"                                  | (Ian Anderson / Jennie Anderson) |                  | 7:56   |
| 2.  | "Cross-Eyed Mary"                           | (Ian Anderson)                   |                  | 4:34   |
| 3.  | "Cheap Day Return"                          | (Ian Anderson)                   |                  | 1:21   |
| 4.  | "Mother Goose"                              | (Ian Anderson)                   |                  | 5:39   |
| 5.  | "Wond'ring Aloud"                           | (Ian Anderson)                   |                  | 2:00   |
| 6.  | "Up to Me"                                  | (Ian Anderson)                   |                  | 3:35   |
| 7.  | "My God"                                    | (Ian Anderson)                   |                  | 8:27   |
| 8.  | "Hymn 43"                                   | (Ian Anderson)                   |                  | 4:22   |
| 9.  | "Slipstream"                                | (Ian Anderson)                   |                  | 0:59   |
| 10. | "Locomotive Breath"                         | (Ian Anderson)                   |                  | 5:19   |
| 11. | "Wind Up"                                   | (Ian Anderson)                   |                  | 6:40   |
| 12. | "Riffs - Another Monkey"                    | (Ian Anderson)                   |                  | 1:27   |
| 13. | "Recording the Original"                    | (Ian Anderson)                   |                  | 2:05   |
| 14. | "Choosing My Words with Care"               | (Ian Anderson)                   |                  | 1:17   |
| 15. | "Hummmmmm 43"                               | (Ian Anderson)                   |                  | 0:35   |
| 16. | "A Different Kettle of Very Different Fish" | (Ian Anderson)                   |                  | 1:02   |
| 17. | "But is it Good?"                           | (Ian Anderson)                   |                  | 1:42   |

## Intérpretes
- Ian Anderson: flauta, voz y guitarra acústica.
- Martin Barre: guitarra eléctrica.
- Doane Perry: batería y percusión.
- Andrew Giddings: piano, órgano y teclados
- Jonathan Noyce: bajo